# 舊埃姆舍河

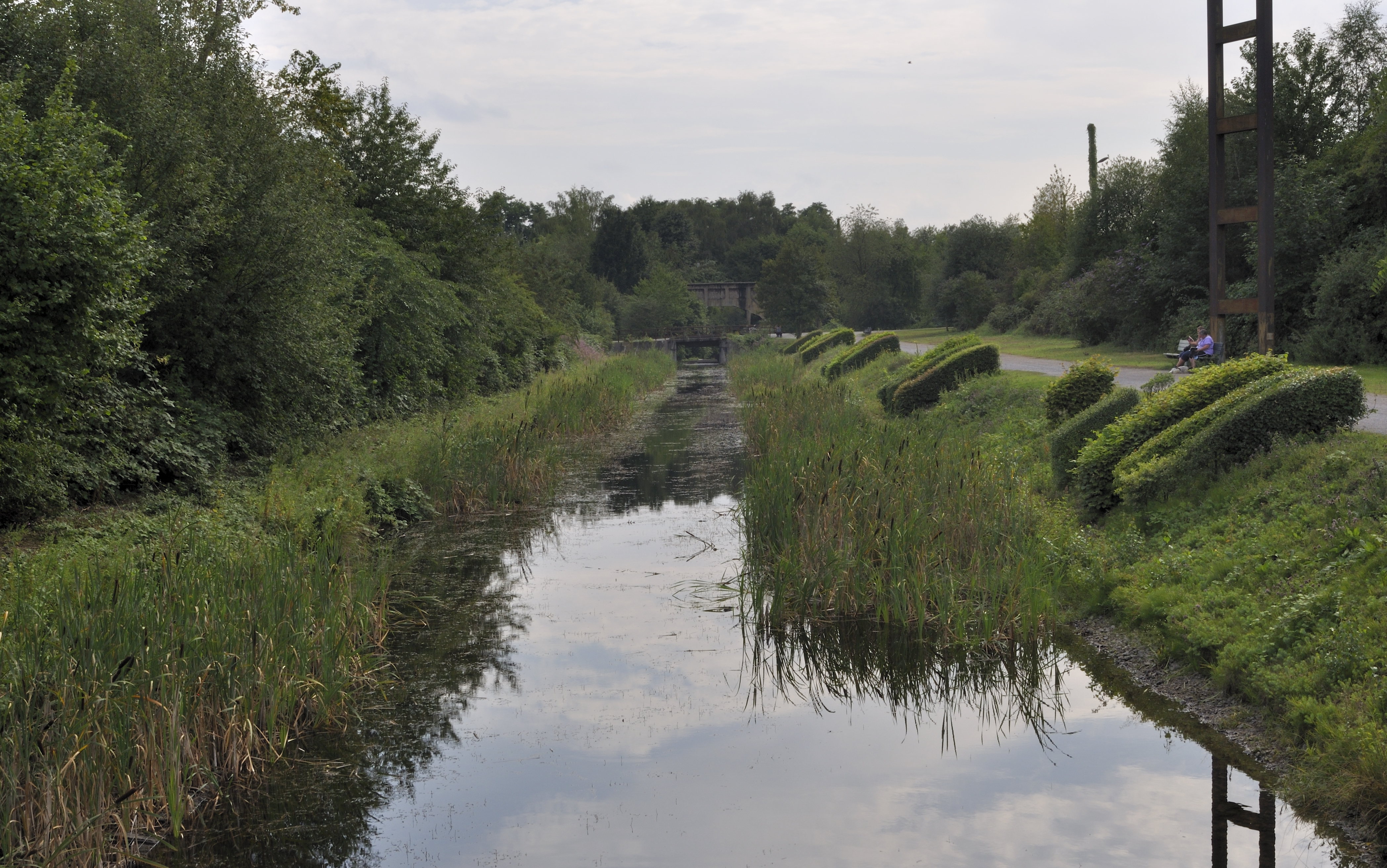

51°29′44.67″N 6°43′5.30″E / 51.4957417°N 6.7181389°E
舊埃姆舍河（德語：Alte Emscher），是德國的河流，位於該國西部，處於北萊茵-威斯特法倫州，屬於萊茵河的支流，河道全長7.8公里，流域面積29.2平方公里。